# The Lancet
Pour les articles homonymes, voir Lancet.
The Lancet est une revue scientifique médicale hebdomadaire britannique, propriété du groupe d'édition scientifique Elsevier. 
Cette prestigieuse revue médicale, une des plus anciennes et des plus respectées au monde,, a publié des découvertes majeures (découverte de la pénicilline,  première échographie,  transmission du VIH), mais aussi des articles entraînant de vives polémiques : celui sur le lien prétendu entre les vaccins et l'autisme en 1998, rétracté douze ans après sa publication, et celui lié à l'affaire Surgisphere, supprimé presque immédiatement après sa parution en 2020. Le journal a aussi dénoncé plusieurs fois les conséquences de l'usage des armes sur les populations civiles.

## Histoire
Le journal The Lancet est fondé en 1823 par le chirurgien Thomas Wakley qui éditera la revue jusqu'à  sa mort. La revue doit son nom à l'instrument chirurgical appelé lancette (en anglais : lancet) utilisée pour la saignée. Le premier numéro date du 5 octobre 1823. 

### Contexte
La création du Lancet représente la prise de conscience d'un groupe social qui cherche sa place dans une structure tripartite de la société britannique traditionnelle. 
Cette création s'inscrit dans une période d'émergence de la profession de médecin au Royaume-Uni au sein d'une classe moyenne. La revue se veut le porte voix des « médecins de l'ordinaire », c'est-à-dire des médecins généralistes qui cherchent à se distinguer d'une part des autres praticiens de santé plus ou moins légaux (herboristes, homéopathes, voire charlatans…) et d'autre part des médecins hospitaliers disposant d'une consultation constituant une élite aux pouvoirs disproportionnés,. 
Selon Martin Gorsky, « Dans ce contexte, The Lancet ne pouvait être autre chose qu'un journal au moins partiellement politique », car dans les grands changements de l'époque (remise en cause du contrôle aristocratique sur les parlements), les « médecins ordinaires » ne bénéficiaient pas des réseaux de pouvoir religieux ou aristocratiques. 

### XIXesiècle
En 1838, The Lancet prend position pour la vaccination contre la rougeole. En 1842, lors de la publication du rapport Edwin Chadwick  (Report on the sanitary condition of the Labouring population of Great Britain, où la maladie est une cause de pauvreté), The Lancet s'interroge sur les conséquences de ce rapport sur la santé des pauvres (alors que le français Louis René Villermé avait établi au contraire que la mortalité était en lien direct avec le niveau de revenu). 
Dès 1851, la revue met en place des commissions pour travailler sur la sécurité des aliments ou des médicaments. D'autres sont créés sur des sujets politiques comme la pénurie d'infirmières.
En 1858, Thomas Wakley, rédacteur en chef du Lancet et devenu parlementaire, participe à une législation règlementant la profession de médecin.
The Lancet prend position en publiant des articles clés sur des sujets tels que : en faveur de l'antisepsie en chirurgie (1867), en faveur de la reconnaissance et indemnisation des accidents du travail et des victimes d'accidents ferroviaires, la politique sanitaire dans l'empire colonial anglais (notamment lors de la révolte des cipayes de 1857).
À la fin du XIXe siècle, le journal atteint progressivement une audience internationale. Son succès durable tient à son faible prix et à sa publication hebdomadaire, au fait qu'il est alors l'un des rares journaux médicaux à avoir un rédacteur en chef à temps plein. La réputation de la revue se construit par l'animation de débats sur des sujets d'actualités, souvent d'importance mondiale : publications sur le paludisme, la fièvre jaune, la lèpre dans le sillage des travaux de Pasteur et de Koch. 
Lorsque Wilhelm Röntgen découvre les rayons X en décembre 1895, The Lancet publie les implications médicales de cette découverte dans son numéro du 22 février 1896.

### XXesiècle
Le titre est racheté en 1921 par Hodder and Stoughton.
Par ses publications, The Lancet a participé, entre autres, à la révélation :
- 1915, sur les chocs consécutifs aux bombardements (obusite)[5] ;
- 1940, sur la pénicilline[5] ;
- en octobre et décembre 1961, sur la tragédie du thalidomide (notamment la lettre de William McBride (en))[7] ;
- le 28 mars 1964, sur la découverte du virus d'Epstein-Barr (EBV) par Bert Achong, Michael Anthony Epstein et Yvonne Barr[8].

Ian Douglas-Wilson en est le rédacteur en chef entre 1965 et 1976.
Le journal est la propriété depuis 1991 du groupe Elsevier, dont la démarche très lucrative de rachats et réaction de titres universitaires est critiquée par les universitaires,.
Le site web thelancet.com a été lancé en 1996. L'accès en ligne aux articles publiés a été ajouté en mars 1998 (sur abonnement pour les plus récents).[réf. nécessaire]
Comme d'autres groupes d'éditions (tels que le Nature Publishing Group), Elsevier valorise la marque The Lancet en produisant en plus du « weekly » des éditions spécialisées : The Lancet Infectious Diseases (maladies infectieuses) ; The Lancet Neurology (neurologie) ; The Lancet Oncology (oncologie) ; The Lancet Psychiatry (psychiatrie) ; The Lancet Gastroenterology & Hepatology (appareil digestif) , etc.
En mai 2016, un numéro spécial consacré à la France et à son système de santé accueille un éditorial du président de la République française, François Hollande.
Le journal a publié des travaux des plus grands médecins du monde comme Michael Houghton, Harvey J. Alter, Charles M. Rice, ou Luc Montagnier.
En 2023, le rédacteur en chef est Richard Horton.

## Engagement antimilitariste
En plus des articles scientifiques, The Lancet publie, comme beaucoup d'autres grands journaux, des  pages d’actualités.
Dans les années 2000, The Lancet fait campagne contre les ventes d’armes (aux conséquences  évidemment catastrophiques sur la santé), dénonçant le fait que Reed Elsevier faisait la promotion de l’armement. Le groupe abandonne ce type de conférences en 2008.
Dans un éditorial publié en 2009, le journal accuse Israël de contrevenir à la quatrième convention de Genève dans la bande de Gaza, soulignant « le fardeau injustifiable » que font peser sur les civils les opérations militaires, et affirmant que « les normes internationales du comportement humanitaire en situation de conflit ont été foulées au pied ». Dans un autre article, deux médecins norvégiens en poste à Gaza décrivent des scènes « cauchemardesques » dont ils ont été témoins à l'hôpital Al-Shifa de la ville de Gaza.

## The Lancetet le climat
Cette section ne s'appuie pas, ou pas assez, sur des sources secondaires ou tertiaires indépendantes du sujet. Le texte peut contenir des analyses inexactes ou inédites de sources primaires.
Pour l'améliorer, ajoutez-en, ou placez des modèles {{Source secondaire souhaitée}} ou {{Source secondaire nécessaire}} sur les passages mal sourcés. (novembre 2023)
Depuis 2015, The Lancet publie le Countdown on health and climate change, une collaboration internationale de scientifiques et de décideurs engagés dans l'observation des impacts du changement climatique sur la santé humaine. Le projet est piloté par The Lancet et le Global Health Centre de l'Imperial College London. Il se base sur des indicateurs couvrant les 5 domaines suivants : 1) les impacts, les expositions et les vulnérabilités liées au changement climatique ; 2) l'adaptation, la planification et la résilience ; 3) les mesures d'atténuation et les avantages connexes pour la santé ; 4) l'économie et la finance ; 5) l'engagement public et politique. Et il s'inscrit dans la « collaboration internationale entre des institutions universitaires et des agences des Nations Unies visant à développer un système de surveillance mondial et indépendant pour suivre le changement climatique et son profil de santé émergent dans le monde entier », en s'appuyant sur des expertises en science des données, médecine et santé publique, alimentation, climatologie, géographie, ingénierie, énergies et transports et socio-économie…
Un rapport annuel, publiquement disponible, résume les dernières données en santé environnementale liées au climat ; il se présente comme un outil d'aide et de conseil pour les décideurs en matière de politique de santé publique. Des notes et recommandations à l'attention des décideurs politiques sont également publiées en partenariat avec des ONG telles que le Comité permanent des médecins européens et l'Association of Schools of Public Health in the European Region (ASPHER), par exemple à l'attention de responsables des politiques climatiques européennes.
Le rapport 2020 notait une dégradation des indicateurs d'impacts, d'exposition et de vulnérabilités ; et une dégradation des indicateurs de tendances liées aux symptômes des effets du changement climatique chez l'Homme. Il confirmait aussi  que « les populations vulnérables qui contribuent le moins au problème sont touchées de manière disproportionnée par les impacts du changement climatique ».
Le rapport de 2023, 6e du genre, s'est appuyé sur 114 experts de 52 institutions de recherche et agences de l'Organisation des Nations unies dans le monde « pour fournir l'évaluation la plus complète à ce jour ; il confirme que le changement climatique est le plus grand menace sanitaire du 21e siècle. Bien que les conclusions du rapport 2023 ne soient pas surprenantes, elles sont incroyablement inquiétant pour la survie de l'humanité. Nous connaissons actuellement un réchauffement moyen de 1,14 °C au-dessus des niveaux préindustriels, et les politiques mises en place à ce jour mettent le monde sur la bonne voie à près de 3 °C de chauffage. Toutes les dimensions de la santé suivies par le compte à rebours du Lancet se détériorent à mesure que le climat change. De profondes inégalités sociales et de santé se produiront en conséquence ». Le réchauffement a causé environ 250 000 morts par an en 2022, chiffre qui pourrait passer à 1 million par an avant 2030 sans mesures sérieuses d'atténuation du changement climatique. « Le chemin vers un avenir vivable devient de plus en plus difficile à chaque moment d’inaction » alerte le rapport en 2023, en annonçant pour le rapport 2024 des efforts sur « la réduction des lacunes persistantes en matière de recherche (y compris les liens avec la santé mentale, la migration et les impacts disproportionnés du changement climatique sur les communautés minoritaires) et sur le soutien aux décideurs et aux négociations internationales pour adopter des politiques sur la base de ces preuves ».

## Impact
Selon le Journal Citation Reports, le journal a un facteur d'impact de 60,4 en 2019, le classant deuxième journal derrière The New England Journal of Medicine (IF 74,7) dans la catégorie Médecine générale.

## Controverses

### Liens entre les vaccins et l'autisme (1998)
Le 28 février 1998, The Lancet a publié un article d'Andrew Wakefield et douze autres chercheurs intitulé « Ileal-lymphoid-nodular hyperplasia, non-specific colitis, and pervasive developmental disorder in children »,, suggérant un lien entre le vaccin ROR et l'autisme. La publication du document a déclenché une forte baisse des vaccinations en Europe et en Amérique et dans les années suivantes dans le monde. The Lancet a été vivement critiqué dans cette affaire qui est aujourd'hui connue comme l'« affaire Wakefield », ou la fraude du vaccin ROR-Austime de The Lancet (en). En février 2004, The Lancet publiera une rétractation de dix des treize co-auteurs du journal rejetant la possibilité que le ROR puisse causer l'autisme,.
Le 2 février 2010, le rédacteur en chef, Richard Horton, retire l'article du journal après que le General Medical Council (GMC), qui supervise les médecins en Grande-Bretagne, a déclaré qu'« il y avait une sélection biaisée de patients dans l'article du Lancet et que la conduite de Wakefield à cet égard était malhonnête et irresponsable ». Horton a déclaré après avoir lu le rapport du GMC qu'il avait été trompé et que Wakefield s'était montré malhonnête. L'auteur principal de l'étude, Andrew Wakefield, avait un grave conflit d'intérêts qu'il avait omis de déclarer lors de la publication de l'article. Cet article reste cité par le mouvement anti-vaccin.

### Retrait d'articles fabriqués (2006)
En janvier 2006, des révélations ont montré que des données avaient été fabriquées pour la rédaction d'un article du chercheur cancérologue norvégien Jon Sudbø et de treize co-auteurs publié en octobre 2005,. Plusieurs articles dans d'autres revues scientifiques ont été retirés à la suite du retrait du Lancet. En une semaine, The New England Journal of Medicine a exprimé des préoccupations sur plusieurs articles de recherche publiés par le même auteur et, en novembre 2006, la revue a retiré deux de ses études sur le cancer de la bouche.

### Lettre ouverte au peuple de Gaza (2014)
Le 23 juillet 2014, vers la fin de la guerre de Gaza, The Lancet publie la lettre ouverte d'une trentaine de signataires, « An open letter for the people in Gaza ». Le journal conservateur The Telegraph note que la lettre « condamne Israël dans les termes les plus fermes mais étonnamment sans mentionner les atrocités commises par le Hamas ». D'après le quotidien israélien de gauche Haaretz, les auteurs de la lettre feraient référence à des textes de David Duke, suprémaciste blanc et ancien grand sorcier du Ku Klux Klan. La docteure Paola Manduca, coautrice de la lettre, répond : « je fais légitimement usage de mon droit à la liberté d'opinion […] et je n'approuve ni apprécie les politiques du gouvernement d'Israël ». Le rédacteur en chef du Lancet, Richard Horton, estime lui : « Je ne vois pas ce que tout cela a à voir avec la lettre de Gaza. Je n'ai pas l'intention de retirer la lettre et je ne la retirerais pas même si tout cela était prouvé [la connivence supposée avec David Duke]. » Lors d'une visite en Israël en octobre 2014, ce dernier dit néanmoins regretter la polarisation inutile que cette publication a provoquée, et annonce  la publication d'une série sur les systèmes de santé et de recherche médicale israéliens.

### LancetGate (2020)
Le 22 mai 2020, dans le contexte de la pandémie de Covid-19, les chercheurs Mandeep R. Mehra (en), Sapan S. Desai, Frank Ruschitzka, et Amit N. Patel publient dans la revue une vaste étude intitulée « Hydroxychloroquine or chloroquine with or without a macrolide for treatment of COVID-19: a multinational registry analysis », mettant en cause l'efficacité de la chloroquine dans le traitement de cette maladie. L'étude est une analyse des données rétrospectives de 96 032 patients hospitalisés dans 671 hôpitaux pour Covid-19 entre décembre et avril 2020 compilées par la société Surgisphere de Sapan S. Desai. Rapidement, les autorités de plusieurs pays, par le biais de l'OMS (avec laquelle Richard Horton, rédacteur-en-chef du Lancet, collabore au titre de co-président du groupe d'examen indépendant d'experts), interrompent le 25 mai les essais cliniques de la chloroquine sur la Covid-19.
Le 26 mai 2020, une anomalie est décelée dans les données concernant l'Australie : l'étude indique que 73 patients sont morts de la Covid-19 dans le pays, alors que les données officielles à cette date font état de 67 morts,. En réponse, les auteurs de l'étude expliquent qu'il y a eu confusion sur un hôpital asiatique, et corrigent l'article le 28 mai 2020. Selon eux, ces modifications ne changent pas la conclusion de l'étude. Néanmoins, de nombreux scientifiques pointent des erreurs potentielles et une méthodologie discutable, et écrivent une lettre ouverte au Lancet pour avoir accès aux données de l'entreprise Surgisphere,. Le quotidien britannique The Guardian intervient aussi directement auprès de la revue. Le 2 juin 2020, The Lancet émet une « mise en garde » (expression of concern) sur l'intégrité des données, et indique que, « bien qu’un audit indépendant sur la provenance et la validité des données ait été commandé par les auteurs non affiliés à Surgisphere et soit en cours », cette « expression d'inquiétude » correspond aux « très nombreuses critiques » suscitées par l'étude ; le lendemain, l'OMS autorise la poursuite des essais cliniques. 
Le 4 juin 2020, l'article est rétracté à la demande de trois des quatre coauteurs, la société Surgisphere ayant refusé de communiquer ses données brutes pour un audit indépendant,.  
Pour le médecin universitaire Philippe Froguel, cet épisode témoigne de « la volonté [pour le journal] de faire le buzz ». Selon un collectif de présidentes et présidents de sections et de commissions interdisciplinaires du CNRS, la controverse ne fait au contraire que rappeler que l’objectivité scientifique « est le fruit d’un processus de validation collective des résultats et, le cas échéant, de l’action correctrice que la communauté scientifique exerce sur sa propre production ».  
Le 17 septembre, les éditeurs des journaux de la marque « Lancet » décrivent la façon dont ils vont « réduire encore davantage les risques d’inconduite en matière de recherche et de publication ». Au moment de la soumission d'un article, il faudra clarifier que les auteurs certifient qu'ils ont eu accès aux données ; l’examen par les pairs est renforcé, et doublé d'un examen par un expert en science des données. Par ailleurs, la revue encourage désormais la prépublication des manuscrits qui lui sont soumis, ce qui permettra une vérification par la communauté scientifique en amont.

### Origine de la Covid-19
En février 2020, une lettre publiée par 27 scientifiques dans The Lancet déclarait qu'ils « condamnaient fermement les théories du complot suggérant que Covid-19 n'aurait pas d'origine naturelle », et affirmait que les scientifiques de plusieurs pays concluaient à une écrasante majorité que ce coronavirus provenait de la faune. Les auteurs de la lettre n'avaient révélé aucun lien avec le laboratoire de Wuhan. Il est rapidement apparu que la lettre avait été orchestrée par le zoologiste britannique Peter Daszak, président de l'Alliance EcoHealth basée aux États-Unis, qui a financé des recherches à l'Institut de virologie de Wuhan,.
En septembre 2021, une enquête menée par The Telegraph révèle que 26 des 27 scientifiques qui ont écrit cette lettre dénigrant la théorie des fuites de laboratoire de l'épidémie de COVID-19 ont ou avaient des liens avec des chercheurs de l'Institut chinois de virologie de Wuhan. En outre, trois des signataires de la lettre du Lancet sont des personnes travaillant pour le Wellcome Trust britannique, qui a financé de la recherche à l'Institut de virologie de Wuhan.
Selon Martin Gorsky, il est encore trop tôt (novembre 2023) pour connaître les conséquences de la crise Covid sur l'édition scientifique. La crédibilité du Lancet se jugera à long terme sur l'évolution des ventes et abonnements. Pour Gorsky, « En dépit des clameurs et de la multiplication des modes de communication, il reste un repère important [de gold standard] ». 

## Rédacteurs en chef
- 1823 : Thomas Wakley
- 1862 : James Wakley
- 1886 : T. H. Wakley and Thomas Wakley (junior)
- 1907 : Thomas Wakley (junior)
- 1909 : Samuel Squire Sprigge
- 1937 : Egbert Morland
- 1944 : Theodore Fox
- 1965 : Ian Douglas-Wilson
- 1976 : Ian Munro
- 1988 : Gordon Reeves
- 1990 : Robin Fox
- 1995 : Richard Horton